# Johnny Grier
Johnny Grier (* 16. April 1947 in Charlotte, North Carolina; † 8. März 2022 in Pasadena, Maryland) war ein US-amerikanischer Schiedsrichter im American Football, der von der Saison 1981 bis 2004 in der NFL tätig war. Er trug die Uniform mit der Nummer 23.

## Karriere

### College Football
Vor dem Einstieg in die NFL arbeitete er als Schiedsrichter im College Football in der Mid-Eastern Athletic Conference und Atlantic Coast Conference.

### National Football League
Grier begann im Jahr 1981 seine NFL-Laufbahn als Field Judge. Zur NFL-Saison 1988 wurde er zum Hauptschiedsrichter ernannt. Er war der erste afroamerikanische Hauptschiedsrichter in der Geschichte der NFL. Zuvor, in Super Bowl XXII, war Grier bereits der erste Afroamerikaner in einem Super-Bowl-Schiedsrichterteam und fungierte als Field Judge. Der Super Bowl XXII war zudem der erste, welcher von einer Mannschaft mit einem afroamerikanischen Quarterback, Doug Williams, gewonnen wurde.
Zwei Jahre nach Griers Karriereende wechselte Jerome Boger als Hommage an Grier seine eigene Uniformnummer zur 23.